# Ribono Village
Ribono Village är en ort i Kiribati.   Den ligger i örådet Abaiang och ögruppen Gilbertöarna, i den norra delen av landet, 70 km norr om huvudstaden Tarawa. Ribono Village ligger 13 meter över havet och antalet invånare är 271. Den ligger på ön Ribono.
Terrängen runt Ribono Village är mycket platt.  Närmaste större samhälle är Nuotaea Village, 10,5 km sydväst om Ribono Village. 